# 이주영 (프로게이머)
이주영(李周榮, 1984년 2월 24일 ~ )은 대한민국의 전직 스타크래프트 프로게이머이자, 전직 게임 해설자이다. 대한민국 공군 사병으로 복무한 그는 OversKy라는 아이디를 사용하며, 종족은 저그이다.

## 개요
2002년 GO(현 CJ 엔투스)에 입단하며 프로게이머 생활을 시작했다. 본래 아마추어로 활동하다가 학업 문제로 활동을 그만두고, 성균관대 공대에 진학한 이후 다시 게임을 잡아 프로게이머가 된 특이한 이력을 가지고 있다.
2007년까지 CJ 엔투스 소속으로 프로게이머 활동을 하다가, 2007년 6월 25일 공군 전산특기병에 입대하였으며, 공군 ACE에서 활동하였다.
2009년 8월 24일 박대만과 같은날에 제대하였다.
선수 생활 초창기부터 많은 수의 드론을 확보하는 플레이 스타일 때문에 "드론의 아버지" "SD저그" 라고 불렸으며 별명답게 드론을 이용한 방어, 후반 물량전에도 탁월한 실력을 보였다.
프로게이머중에서 최고로 꼽힐 정도의 상당한 미남으로 "미남저그"라는 별명으로도 불렸다.
이주영의 소속팀 슈마지오(CJ엔투스의 전신)에서는 뛰어난 저그 플레이어가 많았는데 이주영은 마재윤, 박태민과 더불어 팀단위 리그에서 상당한 기여를 했다. 하지만 개인리그에선 16강 이상의 성적을 내지 못해 아쉬움을 사기도 했다.
공군에이스 시절엔 저그플레이어로는 보기드문 뛰어난 전략형 저그의 모습을 보여주기도 했었으며 (ex 콜로세움맵 성큰러쉬,폭탄드랍플레이) 대 프로토스전,대 저그전에서 탁월한 기량을 뽐냈다. 하지만 테란전은 다소 약한 모습을 보여주었다.
역대 공군 ACE 선수중 김경모, 이성은, 오영종, 민찬기와 함께 가장 뛰어난 성적을 낸 선수로 평가받으며 병장시절엔 강한 카리스마로 선수단을 이끌어오기도 했다. 공군 유성렬감독은 최근 인터뷰에서 실력적,정신적으로 팀을 이끌던 이주영의 전역으로 인한 전력누수를 걱정하기도 했다.
군제대를 앞둔 인터뷰에서 이주영은 “한달 전부터 말년 휴가를 받고 쉬어서 그런지 덤덤하다”는 소감을 밝힌 뒤 “가족들을 포함한 주변 사람들과 충분히 상의한 뒤 앞으로의 거취를 결정할 예정”이라고 말했다.
2009년 9월 7일 동기 박대만은 웅진 스타즈소속으로 선수복귀가 확정되었지만 이주영은 학업 문제로 사실상 은퇴를 결정하였다.
2009년 11월 6일부터 《용선생의 매너파일런》에도 출연하였다.
2010년 8월 글로벌 스타크래프트2 리그(GSL)의 해설을 맡게 되었고 2011년 11월 해설을 그만두었다.

## 손가락 부상 투혼 승리
이주영은 2009년 6월 29일 신한은행 프로리그 08-09 5라운드 5주차 3경기 위메이드전 1세트 안기효전에서 손가락 부상을 당한상태로 투혼을발휘해 멋진 승리를 따냈다.
손을 이용하는 스타크래프트에서 손가락부상은 상당히 치명적이며, 부상이 더욱 악화될 수 있음에도 불구하고, 이주영은 출전을 강행했다. 현행 규정상 엔트리가 제출된 이후 선수 교체는 어떤 이유로도 불가능하며, 부득이하게 불참해야 할 경우는 몰수패를 판정 받게 되어 있었기 때문이었다. 이주영은 어쩔수없이 손가락에 테이핑을 하고 출전했고, 대부분의 사람들이 안기효의 승리를 의심치 않았다. 하지만 이주영은 안기효의 초반전략을 막아내고 폭탄 드랍의 힘을 앞세워 승리를 거뒀다.

## 수상 경력
- 2003년 5월 에어워크배 전국 아마추어 최강전 우승
- 2004년 9월 EVER 스타리그 2004 16강
- 2005년 5월 EVER 스타리그 2005 16강
- 2005년 9월 So1 스타리그 16강
- 2007년 6월 곰TV MSL 시즌2 8강 (대회중 군입대로 기권-본인 대신 송병구가 합류)
- 2007년 10월 곰TV MSL 시즌3 32강
- 2009년 4월 TG삼보 인텔 클래식 시즌3 64강

## 방송
- 2009년 OGN 《용선생의 매너파일런》
- 2019년 SBS 《미운 우리 새끼》(특별출연)